# Casa de Ferrari (Cusco)
La Casa de Ferrari es una casona colonial ubicada en la Calle San Agustín en el centro histórico del Cusco, Perú.

## Historia
El solar donde se levanta esta casona fue otorgada por Francisco Pizarro al conquistador Miguel Sánchez Ponce, quien estuvo presente en la toma de Cajamarca. Los descendientes de Sánchez Ponce tuvieron que reconstruir la casa después del terremoto de 1650 y al inicio del siglo XVIII, una de las herederas se casó con el General Bernardo Pardo de Figueroa, caballero de la orden de Santiago vinculado a la aristocracia virreinal limeña, el mismo que remodeló la caja de escaleras haciendo plasmar un importante
programa pictórico al fresco en ella y también, mando construir las inusuales galería líticas de arcos rebajados del primer patio.
Venida a menos en el transcurso del tiempo, la casa se utilizó como vivienda precaria de numerosas familias y en los últimos años como local de un instituto superior hasta que, fue adquirida por sus actuales propietarios quienes en junio del 2001 abrieron el actual hotel de la cadena Novotel.
Desde 1972 el inmueble forma parte de la Zona Monumental del Cusco declarada como Monumento Histórico del Perú. Asimismo, en 1983 al ser parte del casco histórico de la ciudad del Cusco, forma parte de la zona central declarada por la UNESCO como Patrimonio Cultural de la Humanidad.

## Descripción
El inmueble consta de dos niveles y dos patios. Exteriormente presenta una portada renacentista en piedra, flanqueada por dos puertas secundarias y dos ventanas con jambaje lítico; también, contrazócalo de piedras reutilizadas y labradas. Componen al segundo nivel hacia el lado izquierdo, tres ventanas con reja tipo cancela, la última ubicada sobre la portada y dos puertas precedidas por el sobresaliente balcón corrido republicano con balaustrada metálica el cual fue trasladado más a la derecha en la última restauración a fin de evidenciar mejor la portada.
El patio principal originalmente con solado mudéjar y pileta cuadrilobulada, está configurado por cuatro crujías de galerías dobles, de arcos líticos en proporción 1:2 (primer y segundo nivel) con antepecho lítico en el segundo nivel. La caja de escaleras, lítica al igual que el arco que enmarca su arranque, está ubicada en la crujía noroeste, es "de cajón" de ida y vuelta y contiene importante pintura mural alusivo a San Antonio Abad, Santa Bárbara, San Cristóbal, San Agustín y San Jerónimo. La estructura de la cubierta de este inmueble está hecha en el sistema de par y nudillo.